# Walter Oßwald
Walter Oßwald (* 29. Oktober 1954) ist ein ehemaliger deutscher Fußballspieler.

## Karriere
Walter Oßwald wechselte 1973 vom SSV Ulm 1846 zu den Stuttgarter Kickers. Mit den Kickers qualifizierte er sich für die im Jahr 1974 neugeschaffene zweithöchste Spielklasse. Sein Profidebüt gab er am 25. August 1974 (4. Spieltag) bei der 1:2-Niederlage im Auswärtsspiel gegen den SV Röchling Völklingen mit Einwechslung für Horst Haug in der 75. Minute in der Staffel Süd der zweigleisigen 2. Bundesliga. Sein Debüt im DFB-Pokalwettbewerb gab er am 7. September 1974 im Erstrundenspiel beim SC Viktoria Köln, der das Spiel im heimischen Sportpark Höhenberg mit 4:0 gewann.
Nach der Saison war er eine Saison lang für den SV Weingarten, drei Jahre (davon zwei in der Verbandsliga Württemberg) für den FV Biberach sowie für den FV Ravensburg aktiv.